# Régularités naturelles

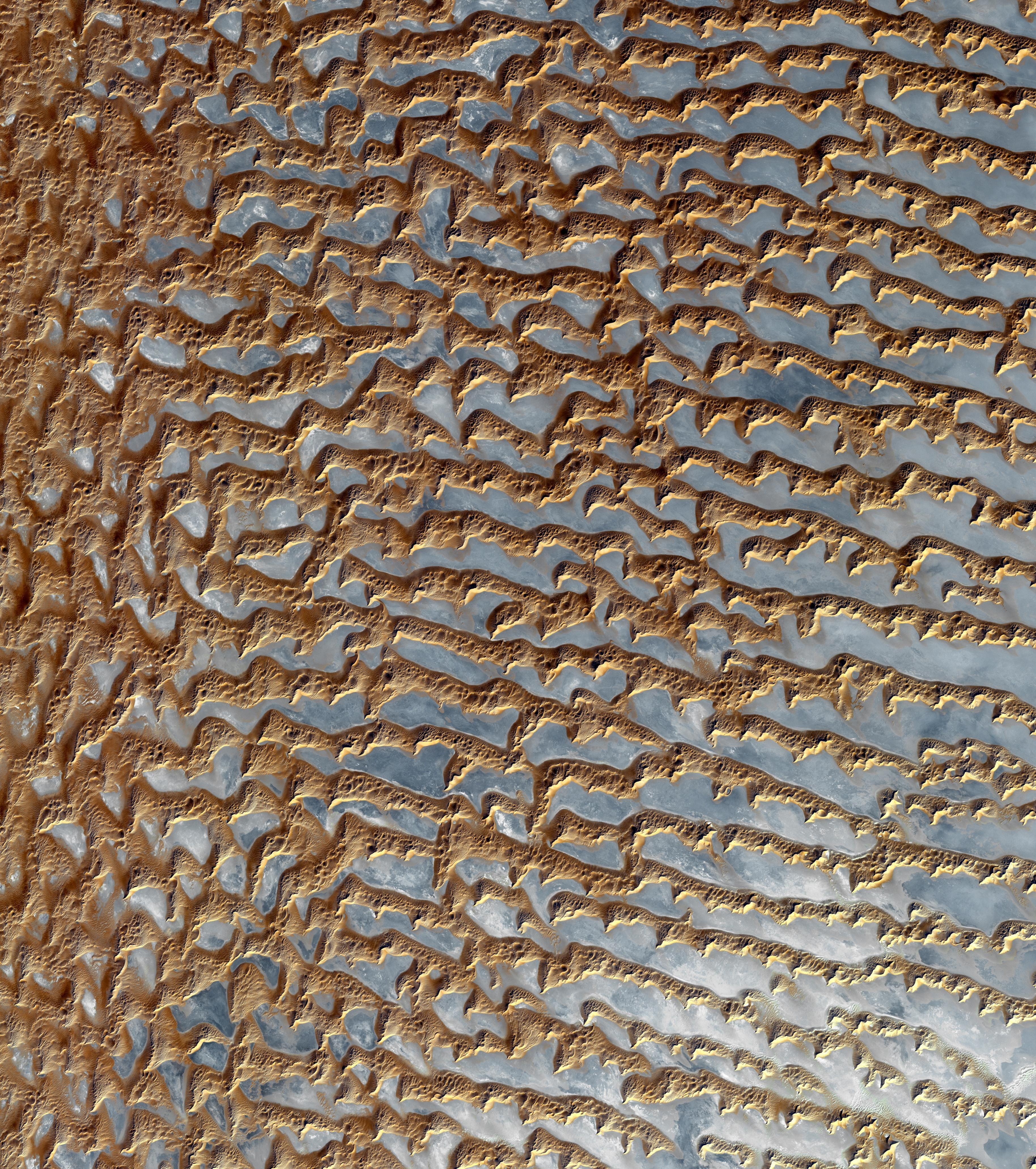
Les dunes du Rub al Khali vues par le satellite Terra qui se répètent où que les conditions permettent.

Les régularités dans la nature sont des formes répétées que l'on trouve dans le monde naturel, telles que les spirales, les arbres, la disposition de traits ou de fentes, les chants d'oiseau. Chaque régularité peut être simulée mathématiquement et peut s'expliquer à un niveau physique, chimique ou biologique (sélection naturelle). Cette branche de la mathématique applique des simulations informatiques à une grande gamme de formes.

## Histoire

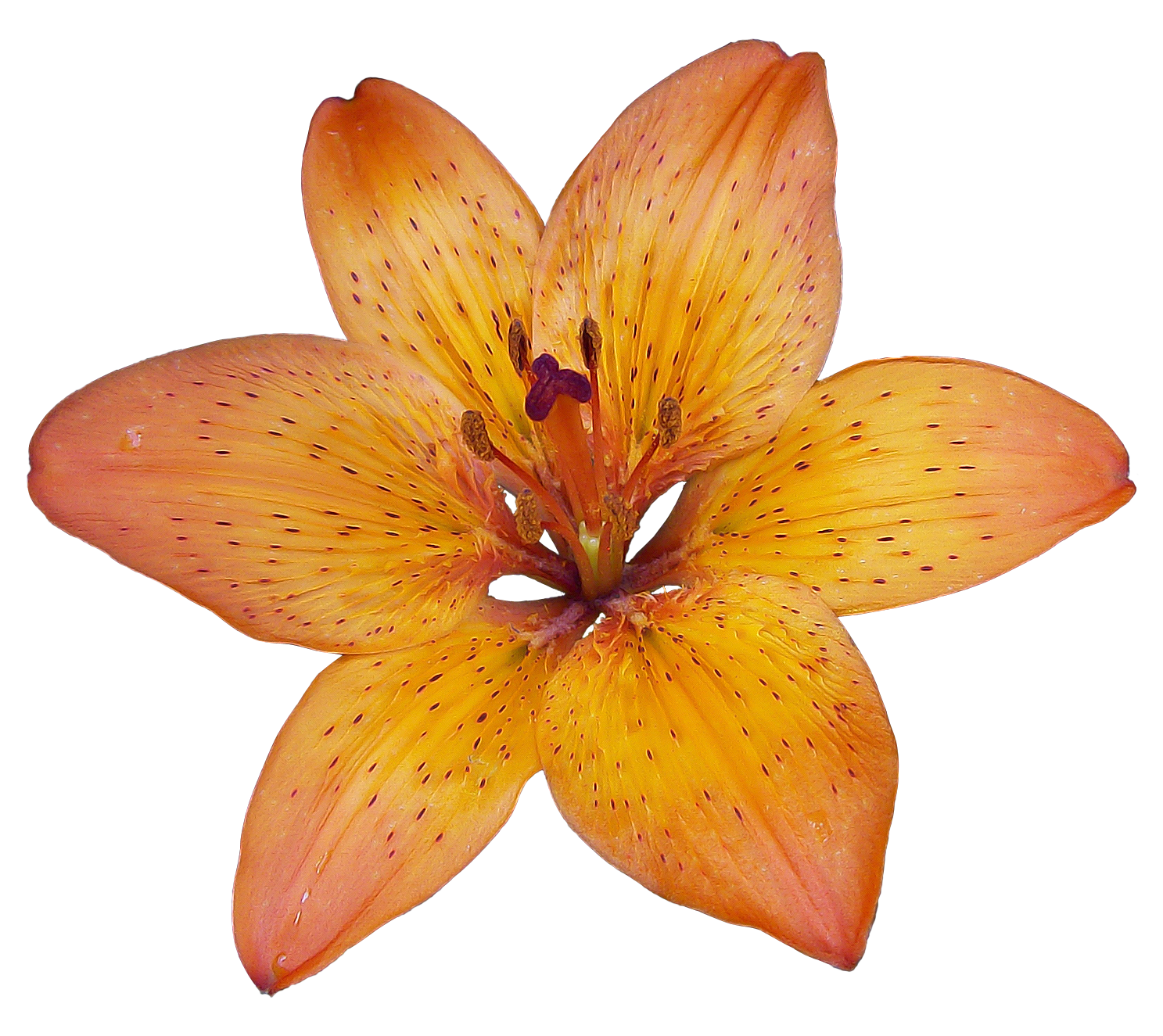
La Bible fait référence au beau motif du lys

### Platon
Le philosophe grec Platon (env. 427 – env. 347 AJC) – en examinant uniquement ses études de formes naturelles  – soutenait l'existence d'universaux. Il considéra que ceux-ci se composait de formes idéales (εἶδος eidos: "forme") selon sa philosophie, le réalisme platonique. Les formes platoniques sont des objets parfaits mais abstraits, ou dans un certain sens des formes naturelles; les objets physiques n'atteignent jamais la perfection de ces formes idéales. Ainsi une fleur est à peu près un cercle, mais n'est jamais un cercle parfait et mathématique.

### Fibonacci
En 1202, Leonardo Fibonacci (env. 1170 – env. 1250) introduisit la suite de Fibonacci à l'Ouest grâce à son œuvre Liber Abaci.

### D'Arcy Thompson
En 1917, D'Arcy Wentworth Thompson fit paraître son livre On Growth and Form (Croissance et forme). Sa description de phyllotaxie et la suite de Fibonacci, les relations mathématiques au fond de la croissance spirale des plantes, forment une base classique. Il démontra que des équations simples pourraient décrire la croissance spirale (autrement apparemment complexe) des cornes des animaux et les coquilles des mollusques.

### Turing
En 1952, Alan Turing (1912–1954), mieux reconnu pour ses efforts de déchiffrement et la fondation de l'informatique, écrit The Chemical Basis of Morphogenesis (Les Fondements chimiques de la morphogénèse),. Il prévit les réactions oscillantes, en particulier les Réactions de Belousov-Zhabotinsky. De tels mécanismes activateur-inhibiteur peuvent générer des raies et pois réguliers, et contribuent aux formes spirales présentes dans la phyllotaxie.

### La contribution de Lindenmayer et Mandelbrot
En 1968, le biologiste théorique hongrois Aristid Lindenmayer (1925–1989) développa le système de Lindenmayer, une grammaire formelle capable de simuler le développement végétal de la manière fractale. Ces systèmes ont un alphabet de symboles qui peuvent s'associer pour bâtir des chaînes de symboles plus longues, et un dispositif pour traduire ces chaînes en structures géométriques. En 1975, Benoît Mandelbrot écrit un article célèbre How Long Is the Coast of Britain? Statistical Self-Similarity and Fractional Dimension (Quelle est la longueur de la côte de Grande-Bretagne? L'autosimilarité statistique et la dimension fractionale), fixant la pensée mathématique au concept fractal.